# Gelidzja (bergstopp, 2396 m)
Gelidzja (armeniska: Գելիջա) är en bergstopp i Armenien. Den ligger i provinsen Siunik, i den sydöstra delen av landet, 160 kilometer sydost om huvudstaden Jerevan. Toppen på Gelidzja är 2 396 meter över havet, eller 205 meter över den omgivande terrängen. Bredden vid basen är 1,6 km.
Terrängen runt Gelidzja är huvudsakligen kuperad, men österut är den bergig. Närmaste större samhälle är Hatsavan, 9,3 kilometer väster om Gelidzja. 
Trakten runt Gelidzja består i huvudsak av gräsmarker. Runt Gelidzja är det ganska glesbefolkat, med 42 invånare per kvadratkilometer.